# Gérard Morel (romancier)
 (septembre 2016).
Améliorez-le ou discutez des points à vérifier. 
 (octobre 2015).
Si vous disposez d'ouvrages ou d'articles de référence ou si vous connaissez des sites web de qualité traitant du thème abordé ici, merci de compléter l'article en donnant les références utiles à sa vérifiabilité et en les liant à la section « Notes et références ».
 (avril 2018).
 (avril 2018).
Pour les articles homonymes, voir Gérard Morel et Morel.
Œuvres principales
- Madame Veuve (2005)
- Les Dames de Contrecœur (2001)
- Les secrets du Chevalier d'Eon (2010)

Gérard Morel est un romancier français né le 15 avril 1965 à Damville, qui se qualifie lui-même d' « auteur populaire ». Il a longtemps été nègre littéraire pour les gens du spectacle ou de la politique qui désiraient publier un livre de mémoires.

## Biographie
Gérard Morel a commencé sa carrière comme nègre littéraire pour des célébrités du cinéma, du théâtre, de la chanson et de la politique. Il publie des nouvelles dans la presse féminine, française et québécoise : Nous Deux, Côté femme, Maxi, Le Nouveau Détective, Les Veillées des chaumières et dans la revue américaine Alfred Hitchcock's Mystery Magazine.

## Œuvres

### Livres indépendants
- Ingeburge la reine interdite, Payot, 1987
- Les Dames de Contrecœur, Éditions Pierann, 2001
- Arsène Lupin, Éditions du Nouveau Monde, 2005
- De mémoire d’assassin, Éditions Cheminements
- Les dames de Contrecœur, Éditions Cheminements
- Azalaïs de Camargue, Éditions du Nouveau Monde, 2008
- Les Repères d’Arsène Lupin, Éditions Christian Pirot, 2008
- Le Manuel du parfait gigolo, Éditions du Nouveau Monde, 2008
- L’assassin dort au palace, Éditions Mondadori, 2013
- La fille du bourreau, Éditions Mondadori, 2014
- Les mariés de la Terreur, Éditions Mondadori, 2015
- La musique adoucit les meurtres, Éditions Mondadori, 2015
- Coups de théâtre, Editions Mondadori, 2016
- Renaissance, Editions Mondadori, 2017

### SérieMadame Veuve
- Madame Veuve, Éditions Ysec
  - Madame Veuve, t. 1, 2005
  - Tant qu’il y aura des veuves, t. 2, 2005
  - Alice au pays des veuves, t. 3, 2006

### SérieLes Secrets du chevalier d'Eon
- Les Secrets du chevalier d’Eon, Éditions du Nouveau Monde
  - L’espion du roi, t. 1, 2010 (réédité en édition de poche chez J'AI LU)
  - Les trois crimes de l'ambassadeur, t. 2, 2013

### SérieAux innocents les menottes
- Aux innocents les menottes, Éditions Oskar Jeunesse.
  - Le fils du cascadeur, t. 1, 2014
  - Meurtres à l’école buissonnière, t. 2, 2014